# The Best of Mandy Moore
The Best Of Mandy Moore е сборна компилация от песни на американската певица Менди Мор, излязла през 2004 г. Компилацията не постига големи успехи, продадена е в едва 91 000 копия и достига едва 148-о място в Billboard 200.

## Списък на песните
- Candy (David Rice, Mark Stevens)
- Walk Me Home (T. Moran)
- So Real (Tony Battaglia)
- I Wanna Be With You (K Thomas)
- In My Pocket (Randall Barlow, Emilio Estefan, Jr., Liza Quintana, Gian Marco Zignago)
- Crush (Kenny Gioia, Sheppard)
- Cry (James Renald)
- Only Hope (Jonathan Foreman)
- Have a Little Faith in Me (John Hiatt)
- Can We Still Be Friends (Todd Rundgren)
- Senses Working Overtime (Andy Partridge)
- I Feel the Earth Move (Carole King)
- Top of the World (Daniel Pringle; Jeff Cohen; Leah Haywood)
- Secret Love (Paul Francis Webster; Sammy Fain)